# Cantone di Carcassonne-Est
Il Cantone di Carcassonne-Est era una divisione amministrativa dell'arrondissement di Carcassonne.
A seguito della riforma approvata con decreto del 21 febbraio 2014, che ha avuto attuazione dopo le elezioni dipartimentali del 2015, è stato soppresso.

## Composizione
Comprendeva parte della città di Carcassonne e i comuni di:
- Berriac
- Cavanac
- Cazilhac
- Couffoulens
- Leuc
- Mas-des-Cours
- Palaja